# Marilá Dardot
Marilá Dardot Magalhães Carneiro mais conhecida como Marilá Dardot (Belo Horizonte, 1973) é uma artista visual e comunicadora brasileira. Marilá contribuiu na revista Contemporânea, publicação dedicada à divulgação da arte contemporânea.

## Biografia/Trajetória acadêmica
Marilá Dardot nasceu em Belo Horizonte, Minas Gerais, em 1973. É Mestre em Artes Visuais pela Universidade Federal do Rio de Janeiro.  Formou-se em comunicação social pela Universidade Federal de Minas Gerais e em artes plásticas na Escola Guignard de 1997 a 1999.